# Aleksander Rayski
Aleksander Rayski herbu Jelita – stolnik starodubowski w latach 1671-1683.
Był elektorem Jana III Sobieskiego z województwa brzeskolitewskiego w 1674 roku.